# تاوالانتنا (۱)
تاوالانتنا (به لاتین: Tawalantenna) یک منطقهٔ مسکونی در سری‌لانکا است که در استان مرکزی (سری‌لانکا) واقع شده‌است.